# Letniční hnutí

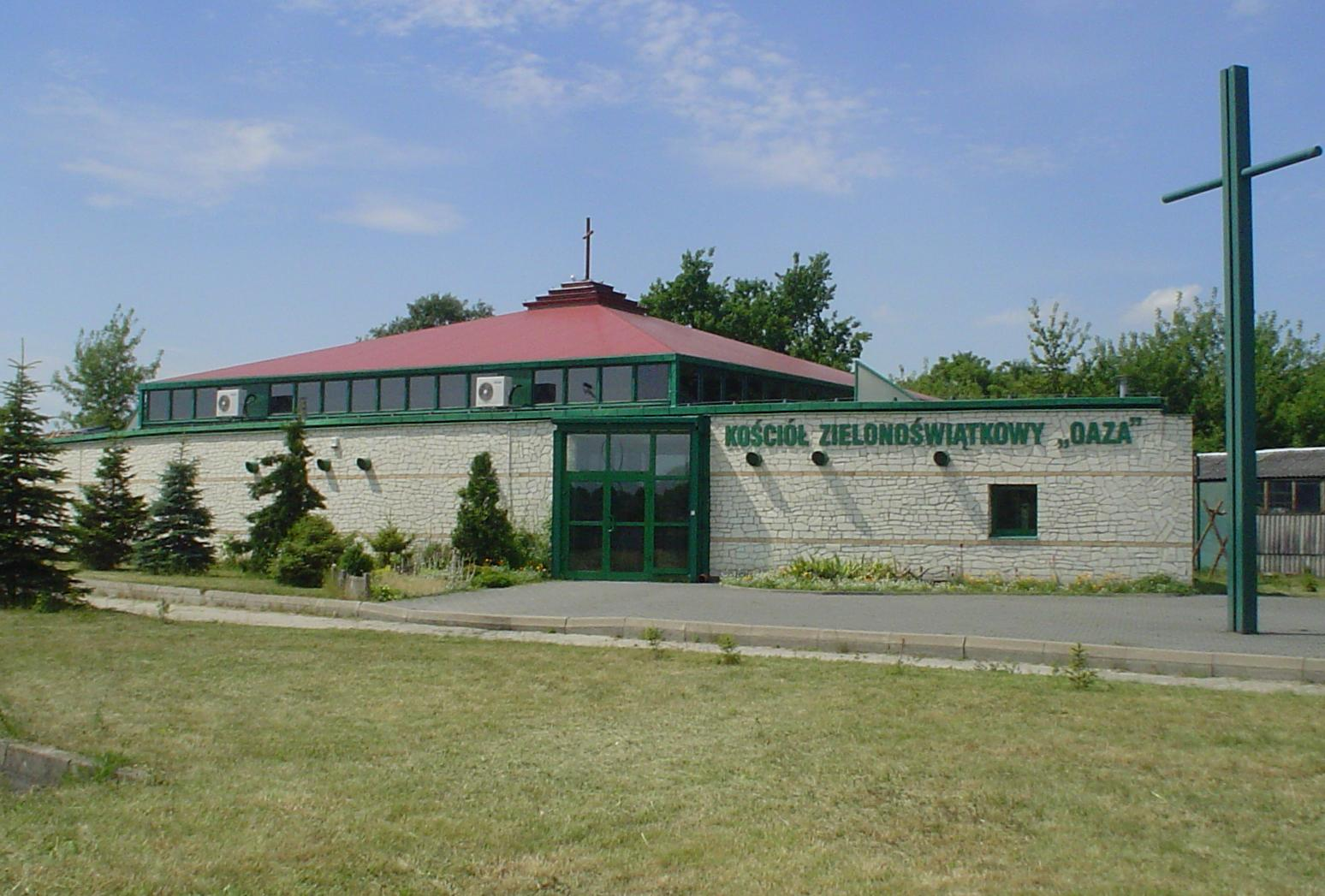
Letniční kostel v polském Lublinu

Letniční hnutí či pentekostalismus (z řeckého pentekosta – padesát; Pentekostes = židovské Letnice) v rámci evangelikálního křesťanství zastává zvláštní důraz na přímou osobní zkušenost s Bohem prostřednictvím křtu Duchem Svatým, jak ji ukazuje biblický záznam dne Letnic. Letniční hnutí je podobné charismatickému hnutí, vzniklo však dříve a oddělilo se od tradičních církví. Představuje nejprogresivněji rostoucí skupinu křesťanstva 20. století. Charismatičtí křesťané přinejmenším v raných počátcích svého hnutí měli sklon zůstávat v církvích, do kterých patřili.

## Věrouka
Letniční věří, že člověk je spasen tím, že uvěří v Ježíše Krista jako Pána a Spasitele, aby mu mohly být odpuštěny hříchy a aby mohl být Bohem přijat. Letniční dále podobně jako většina jiných evangelikálů věří, že Bible má definitivní autoritu ve věcech víry.
Protože pentekostalismus má svůj původ v metodismu či v metodistickém hnutí posvěcení, letniční soteriologie je ve všeobecnosti spíše arminiánská než kalvinistická a tudíž učí, že uvěřit v Ježíše člověk může na základě svobodné lidské vůle.
Letniční věří, že vodní křest je vnějším znamením obrácení a že křest Duchem Svatým je odlišná duchovní zkušenost, kterou by měl přijmout každý, kdo věří v Ježíše. Většina klasických letničních věří, že křest Duchem Svatým je vždy doprovázen mluvením v jazycích jako vnějším počátečním důkazem. Učení proti této historické pozici je považováno za liberalizující tendence. Tento prvek je dalším z hlavních rozdílů mezi letničními a charismatickými křesťany, kteří věří, že u Duchem pokřtěného křesťana se mohou projevit určité nadpřirozené dary včetně mluvení v jazycích, „spočinutí v duchu“ (během kterého člověk upadá na zem jakoby ve spánku nebo se smíchem), proroctví (slovo nebo vidění, které Bůh řekl nebo dal prožít), zázračné uzdravení, zázračná znamení, atd.
Většina hlavních letničních denominací odmítá jakékoliv spojení mezi osobním spasením nebo konverzí a křtem v Duchu Svatém a učí, že křest není nutný ke spasení, ale je Božím darem dostupným pro všechny křesťany bez ohledu na jejich denominační příslušnost. Některé letniční denominace však jako potvrzení nutnosti křtu v Duchu Svatém ke spasení vidí verše jako Řím 8,9; Jan 3,5 a Sk 2,37–39. Mnoho raných letničních věřilo, že probuzení darů Ducha bylo znamením „pozdního deště“ od Boha, který je obdobím obnovy před koncem věků a příchodem mileniální vlády Krista. Tradiční protestanti věří, že křest Duchem nebo v Duchu je součástí znovuzrození, které je dílem Ducha Svatého uvolňujícím důvěru a víru v nevěřícím srdci. Letniční nepopírají, že znovuzrození je aktivitou Svatého Ducha nebo že jeho důsledkem je přebývající přítomnost Ducha Svatého ve věřícím. Místo toho toto přebývání odlišují od následujícího intenzivnějšího vztahu s Bohem.
Protestanti často odmítají tento koncept „druhé milosti“, ačkoliv neodmítají ideu pravidelné či dokonce každotýdenní obnovy skrze pokání a církevní obřady. Klasičtí letniční se na rozdíl od jejich charismatických nebo evangelikálních protějšků přidržují zvláštní formy kněžství. Z tohoto důvodu mnozí neužívají termín svátost, ale preferují slovní spojení „kněžská služba“ nebo jednoduše slovo obřad. Obřad je dle tohoto přesvědčení účinný až na základě poslušnosti a spoluúčasti věřícího na vyznavačském svědectví vysluhujícího a církevní obce. Tento pohled pochází z velmi rozvinutého konceptu individuálního kněžství každého věřícího. Obřad má tedy spíše než roli svátostní roli kněžskou, ve které věřící nabízí obětní úkon sám za sebe, na rozdíl od pojetí obřadu jako rituálu, který má vnitřní moc sám v sobě.

## Teologie
Teologicky je většina letničních denominací v souladu s evangelikalismem; zejména v tom, že zdůrazňují hodnověrnost Bible a potřebu proměny životů jednotlivců vírou v Ježíše. Letniční se také drží učení o biblické neomylnosti. Od fundamentalistů se letniční liší tím, že kladou menší důraz na osobní duchovní zkušenost a větší důraz na práci Ducha Svatého v nitru jednotlivce než jiní protestanti.
Dr. Jackie David Johns ve své práci o „letničním formujícím vůdcovství“ uvádí, že Písma zastávají zvláštní místo v celosvětovém letničním pohledu, protože Duch Svatý je v Bibli vždy aktivní. Setkání s Písmem pro něj znamená setkání s Bohem. Pro letniční jsou Písma primárním referenčním bodem pro společenství s Bohem a také vzorem pro chápání světa. Tento vzor je často označován jako vzor „typů a stínů“, přičemž toto označení je odkazem na midrašistický pohled na proroctví.
Jednou z nejvýznamnějších charakteristik odlišujících pentekostalismus od evangelikalismu je důraz tohoto hnutí na práci Ducha Svatého. Letniční věří, že Duch Svatý je přítomen u každého, kdo je opravdu spasen. Na rozdíl od většiny jiných křesťanů věří, že existuje „druhé dílo, práce“ Ducha Svatého, nazýváno křest Duchem, na základě kterého Duch Svatý plněji přebývá ve věřícím, otevírá věřícího pro hlubší společenství s Bohem a zmocňuje ho ke křesťanské službě. Někteří letniční upravili učení, že křest Duchem Svatým je chronologicky druhým dílem milosti, na pochopení křtu Duchem jako druhého aspektu služby Ducha. Jeho první službou je zachránit a posvětit nás působením v nás a jeho druhou službou je zmocnit nás ke službě působením skrze nás. Jiní letniční zase věří, že křest Duchem je faktickou událostí, kterou si Duch ustanovuje příbytek v srdci věřícího, což je pro ně lepším vyjádřením této zkušenosti než „plnější přebývání“ nebo „druhé naplnění“. Většina letničních udává mluvení v jazycích, známé také jako glosolálie, jako normativní důkaz a počáteční svědectví křtu Duchem. Někteří letniční přijali liberálnější pohled, který tvrdí, že existují i další důkazy křtu Duchem. Doktrína o jazycích jako počátečním důkazu přijetí Ducha Svatého je exkluzivně letniční a je jednou z mála odlišností od charismatické teologie, která ve všeobecnosti učí různorodosti důkazů.

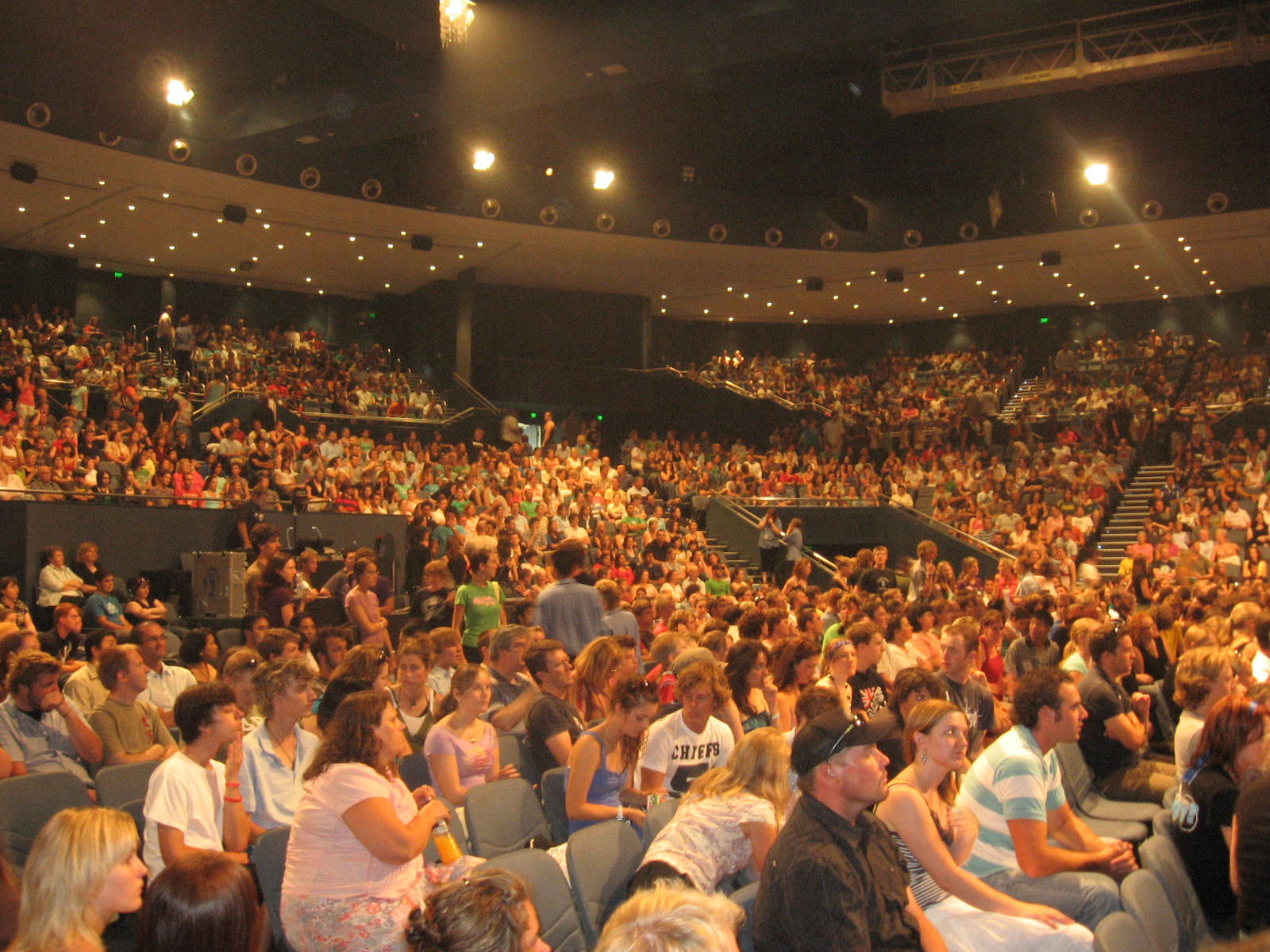
Shromáždění letničního sboru Hillsong v Sydney

Někteří služebníci a členové připouštějí, že věřící může být schopen mluvit v jazycích, ale z různých důvodů (jako například nedostatečné porozumění, nedostatek poznání o tomto předmětu či strach z mluvení v jazycích) v jazycích nemluví. V těchto případech ovšem projevená tendence k nadpřirozené moci, lásce a darům Ducha stejně tak jako další znamení (rozvoj v evangelizační aktivitě, překonání osobních potíží, které dříve nebylo možné, …) dokazují, že věřící byl pokřtěn v Duchu. Tento jediný případ, který by mohl být naplněním Duchem (bez projeveného tzv. „počátečního fyzického důkazu“ mluvení v jazycích) je však menšinovým pohledem.
Letniční věří, že pro odpuštění hříchu a obdržení spasení je nezbytné pokání a víra v Ježíše Krista jako Spasitele. Mnozí také věří, že křest Svatým Duchem je dodatečný dar, který je udělován věřícím ve všeobecnosti následně po prostředkujícím kroku s názvem „posvěcení“. Posvěcení je dílem milosti, které zbavuje moci účinky minulých hříchů a kterým je věřící osvobozován od sklonů hříšné přirozenosti za pomoci působení Ducha Svatého. Jiní letniční věří, že křest Duchem je nezbytným krokem v Božím plánu spasení, přičemž citují Petrovu odpověď davu v den Letnic. Dav se ptal Petra, co musí dělat, aby byli spaseni a Petr jim řekl, aby činili pokání, nechali se pokřtít ve jménu Ježíše Krista na odpuštění hříchů a aby přijali dar Ducha Svatého (Sk 2,37–38).
Letniční křesťané rozlišují ve své víře několik druhů mluvení v jazycích (1Kor 12,28). Jsou to zejména:
1. jazyky jako důkaz křtu Duchem – mluvení v jazycích ve chvíli, kdy je věřící pokřtěn Duchem (věřící nemluví v jazycích pouze tento jedenkrát, je to opakovatelná zkušenost; i v tomto názoru se ale letniční různí),
2. dar jazyků – mluvení v jazycích, ke kterému je mluvčí pohnut Bohem v průběhu církevní bohoslužby nebo jiného křesťanského shromáždění, aby každý přítomný mohl slyšet (dar jazyků musí být používán s osobou, která má dar výkladu jazyků, pokud tento dar nemá ten, který poselství v jazycích přináší; vykladač vyloží poselství v jazyku, kterému rozumí shromáždění křesťané, aby ho každý mohl pochopit – 1Kor 14,13.27–28),
3. modlitební jazyky – mluvení v jazycích jako modlitební dar, který je věřícímu dán za účelem osobního budování, vzdělávání ve víře (1Kor 14,2.14–15).

Kritikové obviňují letniční doktrínu z toho, že se neshoduje s tím, co kritikové věří, že bylo Pavlovou kritikou raného sboru v Korintu za jejich „posedlost“ mluvením v jazycích. Argumentují tím, že Pavel prohlašuje jazyky jenom za jeden z darů Ducha, který není darován všem (1Kor 12,12–31). Rozpoznání rozličných druhů mluvení jazyky však přesněji reprezentuje celistvost biblického záznamu. Například o jazycích jako důkazu křtu je pojednáváno ve Skutcích 2,4–13 a 10,44–46, dar jazyků je projednáván v 1Kor 12,10 a 14,5 a jazyky jako modlitební řeč jsou uvedené v 1Kor 14,14–15.
Dr. Dale A. Robbins píše vztahem k charismatickým věroučným prvkům, že církevní historie svědčí proti ideji, že charismatické dary zmizely krátce po apoštolském věku. Dr. Robbins cituje raně církevního otce Irenea (cca 130–202), který píše: „…slyšeli jsme mnoho bratrů v církvi, kteří mají prorocké dary, kteří mluví v jazycích skrze Ducha a kteří také přivádějí na světlo skryté věci lidí pro jejich prospěch (slovo poznání)…“. Dr. Robbins dále cituje Irenea: „Když to Bůh shledává nezbytným a církev se hodně modlí a postí, činí potom zázračné věci, dokonce navracejí i ducha mrtvému člověku“. Podle Dr. Robbinsa Tertullian (cca 155–230) zaznamenává podobné události, stejně jako Origenes (cca 182–251), Eusebius (cca 275–339), Firmilian (cca 232–269) a Jan Chrysostomos (cca 347–407).

### Unitářská teologie
Některé letniční denominace se přidržují unitářské teologie – říká se jim oneness churches.
Ve světovém měřítku největší letniční denominace Assemblies of God je věrná trojiční teologii tradičního protestantismu, podobě jako Elim Pentecostal Church, Church of God, Church of God in Christ, Apostolic Church a Foursquare Church. Některé letniční církve se však drží teologie jednosti, která odsuzuje tradiční trojiční doktrínu jako biblicky neudržitelnou a pocházející z pohanských vlivů. Podle doktríny „jednosti“ je Bůh absolutně a nerozdělitelně jeden a Ježíš byl tímto jedním Bohem, který se zjevil v těle (1. Tim 3,16; Jan 1,1–11; Jan 10,30). Rozdělení Boha na Otce, Syna a Ducha je chápáno ne jako rozdělení na osoby nýbrž jako rozdílné manifestace jedné osoby a zároveň jako Ježíšovy tituly. Největší letniční denominace „jednosti“ jsou United Pentecostal Church International (www.upci.org), Pentecostal Assemblies of the World, Apostolic Assembly of the Faith in Christ Jesus a Apostolic Church of the Faith in Christ Jesus. Existují také další menší denominace i nezávislé sbory „jednosti“, jako například the Assemblies of the Lord Jesus Christ, the True Jesus Church, the Pentecostal Followers of Jesus Christ International Ministries, Iglesia del Dios Vivo, the Pentecostal Churches of the Apostolic Faith a Bible Way. Většina (ne-li všechny) denominací „jednosti“ se prezentuje jako „apoštolské“. Hlavní trojiční letniční organizace (Pentecostal World Conference a Fellowship of Pentecostal and Charismatic Churches of North America) odsoudili teologii jednosti jako herezi a odmítají udělit členstvím církvím, které se tohoto vyznání drží. To samé platí o organizacích „jednosti“ ve vztahu k trojičním letničním církvím.

## Historie
Letniční sledují historii hnutí až po den Letnic, kdy týden poté, co Ježíš vystoupil do nebes (Skutky 1), čekalo 120 věřících na zaslíbení Otcovo, kterým je Duch Svatý. Ve Skutcích 2,4, kdy Duch Svatý sestoupil na věřící, oni všichni promluvili v jazycích. Dále pak nehledě na tuto zkušenost se o praxi mluvení jazyky objevují zprávy a dokumenty napříč celou historií církve. Nicméně kořeny současného letničního hnutí se datují nejdříve od konce 18. století v souvislosti s moderními probuzeneckými hnutími.
Jedno takové probuzení začalo v roce 1817 za přičinění Gustava von Belowa, důstojníka Pruské stráže. Ten se svými bratry začal konat charismatická setkání na svém statku v Pomořansku. Luteránská komise, poslaná k vyšetřování, byla zpočátku nedůvěřivá, nakonec však tento fenomén shledala pocházejícím „od Boha“.[zdroj?] To vedlo po celém Německu k rozšiřovaní charismatických setkání, která se brzy v rámci velké migrace Němců v 19. století dostala za Atlantský oceán. Letniční hnutí se také začalo formovat v hnutí posvěcení, kterého členové jako první začali četně užívat termínu „letniční“.

## Letniční denominace
- Assemblies of God
- Apoštolská církev

## Vůdčí osobnosti

### Amerika
- William Joseph Seymour (1870–1922)
- David du Plessis (1905–1987)
- David Wilkerson (1931–2011)

### Evropa
- Thomas Ball Barratt (1862–1940)
- Jonatahan Paul (1853–1931)
- Donald Gee (1891–1966)
- Ivan Voronajev (1885-?)
- Reinhard Bonnke

### Asie
- David Yonggi Cho (1936–2020)
- Bratr Jün (*1958)

### Austrálie
- Brian Houston (*1954)
- Darlene Zschech (*1965)

### Afrika
- Kwabena Darko (*1942)

### České země
- Jan Kajfosz (1881-?)
- Pavel Wojnar (1881–1969)
- Josef Novák (1930–2002)
- Josef Konderla (1891–1966)
- Rudolf Bubik (1941–2016)
- Martin Moldan (*1964)
- František Apetauer (*1943)